# 傅履禮
傅履禮（1543年—？），字則庸，號八石，福建泉州府南安縣人，軍籍，明朝政治人物。

## 生平
萬曆元年（1573年）癸酉科福建鄉試第三十四名舉人，八年（1580年）中式庚辰科會試第一百三十九名，三甲第一百八十一名進士。都察院觀政，授零陵縣知縣，十三年（1585年）謫長蘆鹽運司知事，十五年（1587年）升河源縣知縣，二十年（1592年）升南京戶部主事，二十二年（1594年）升員外郎，二十三年（1595年）升郎中，二十六年（1598年）出為南安府知府，二十七年（1599年）京察降調。

## 家族
曾祖傅璇；祖父傅翰英；父傅陽明，字際熙，號晦吾，嘉靖二十五年丙午科順天鄉試舉人，南陵縣知縣。母王氏。弟傅履約（留守司經歷）、傅履重（隆慶四年舉人）、傅履階（萬曆十四年進士）。